# Stanislav Binički
Stanislav Binički (alfabet ciríl·lic serbi: Станислав Бинички, AFI [stǎnislaʋ binǐt͡ʃkiː]; Kruševac, 27 de juliol de 1872 – Belgrad, 15 de febrer de 1942) fou un reconegut compositor, director d'orquestra i pedagog serbi. És considerat el màxim representant de la música clàssica sèrbia. És també l'autor de la primera òpera sèrbia Na uranku ("Al matí").